# Marcel Gilles
Marcel Victor Gilles, né le 29 juin 1945 à Schuttrange (Luxembourg) et mort le 9 avril 2014, est un journaliste luxembourgeois (radio et télévision,) spécialisé dans le cyclisme. Sa vie professionnelle - il est agent de voyages - est consacrée aux voyages. Son autre passion est le cyclisme. Avec le club cycliste duquel il a été président jusqu'à son décès, l'ACC Contern, il est au Luxembourg à l'origine de plusieurs courses et épreuves cyclistes. Depuis 1977, l'organisation du Grand Prix François-Faber créé en 1918 est prise en charge par l'ACC Contern. Dans le milieu cycliste, Marcel Gilles est réputé découvreur de talents ; il apporte son soutien à multiples égards (mécanicien, soigneur, conseiller, directeur sportif etc.) à de nombreux cyclistes prometteurs, dont plusieurs réussissent par la suite à se distinguer sur le Tour de France : Bjarne Riis,,,, Kim Kirchen ou encore Fränk Schleck. Marcel Gilles a été l'un des suiveurs les plus assidus de la Grande Boucle - il est présent sur toutes les éditions de 1977 à 2012, où il cotoe Jean-Paul Ollivier et Daniel Mangeas - et c'est à cet égard qu'il reçoit le matin du 14 juillet 2012 au Village du Tour à Saint-Paul-Trois-Châteaux le "Plateau de la Reconnaissance", des organisateurs des mains de Christian Prudhomme. Cette récompense pour services rendus au Tour est attribuée aux suiveurs du Tour de France totalisant 35 participations.